# ガベン礁

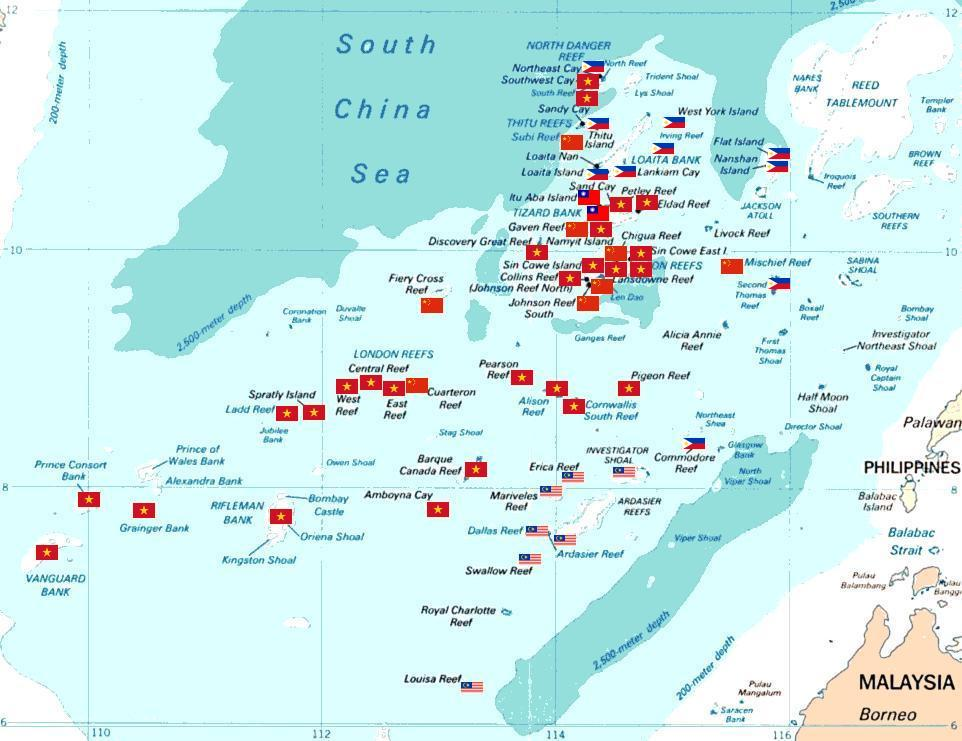
南沙諸島における南シナ海周辺諸国の実効支配状況

ガベン礁（ガベンしょう、英語：Gaven Reefs、中国語: 南薰礁、ベトナム語：Đá Ga Ven/Đá Lạc / 𥒥Ga Ven・𥒥樂、タガログ語：Burgos）は、南シナ海のスプラトリー諸島（南沙諸島）にある暗礁である。南沙諸島海域における中華人民共和国の人工島建設によって、海面上に地盤や施設が築かれている。
太平島から12海里以上離れた南北2つの暗礁からなる。北側の暗礁は概ね菱形で広さ約86haで、南側は広さ約67ha。
中華人民共和国、中華民国（台湾）、ベトナムが主権を主張しているが、中国が実効支配している。
ベトナムが占領していたが、1988年のスプラトリー諸島海戦（赤瓜礁海戦）で中国がベトナムから奪取した。1992年7月4日には、中国海軍が暗礁に上陸し、領土標識を立てている。2013年3月には、中国海軍南海艦隊が巡回を行っている。
2014年7月に、中国が暗礁の埋め立てを開始していることがフィリピン軍によって確認されており、陸地面積が広がるとともに大型船が接近できるようになっているとされる。
2016年1月22日には、アメリカのシンクタンクのCSIS（戦略国際問題研究所）が、埋め立てられた人工島にレーダー設備と見られる施設が建設されていることを明らかにした。CSISの分析では2014年3月以降に埋め立てられた人工島の面積が約0.14 km2となっている。CSISが同年12月13日に公開した人工衛星が撮影した画像（11月撮影）では、周辺の各島とともに対空兵器らしき装備が写っていた。同島には風力発電が設置されている。
2016年7月12日の常設仲裁裁判所による裁定では、フィリピンの低潮高地であるとの主張に対して、北側の暗礁は排他的経済水域および大陸棚を有さない岩であり、南側の暗礁は低潮高地（英語: low-tide elevation）であるとの判断が下された。
ガベン礁の埋め立て部分は、最長で約450mある。